# 皮里环形山
皮里环形山（Peary）是月球上一座最靠近北极的古老大陨坑，约形成于45.5-39.2亿年前的前酒海纪，其名称取自美国极地探险家，首位徒步抵达北极点之人罗伯特·埃德温·皮里（1856年-1920年），1964年被国际天文学联合会批准接受。从地球上看，该陨坑出现在月球正面北侧边沿上，在这一纬度，陨坑内部只能照射到很少的太阳光，因此，它的南部坑底处于永久黑暗之中。

## 描述

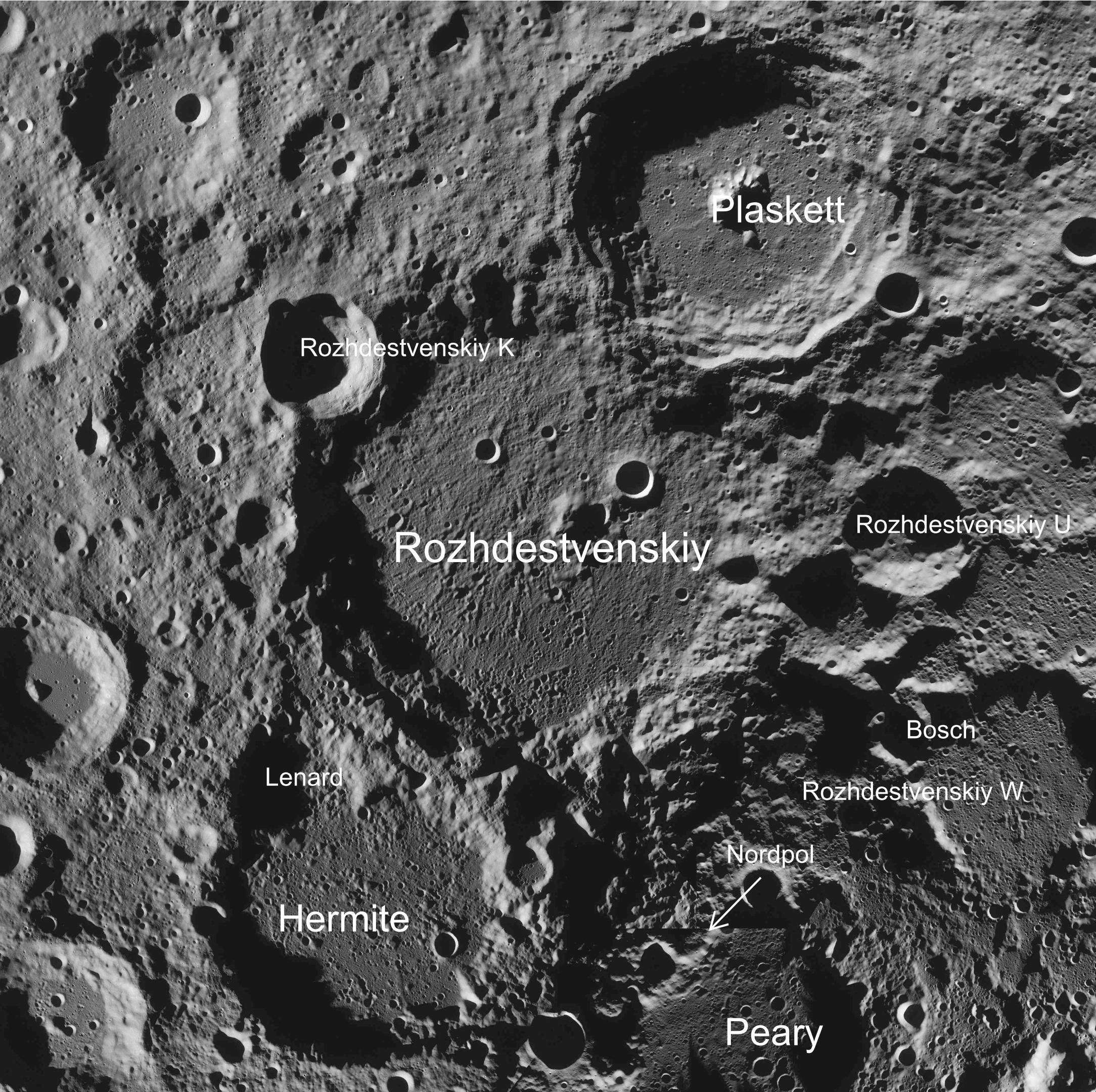
皮里环形山的周边，月球勘测轨道飞行器拍摄。

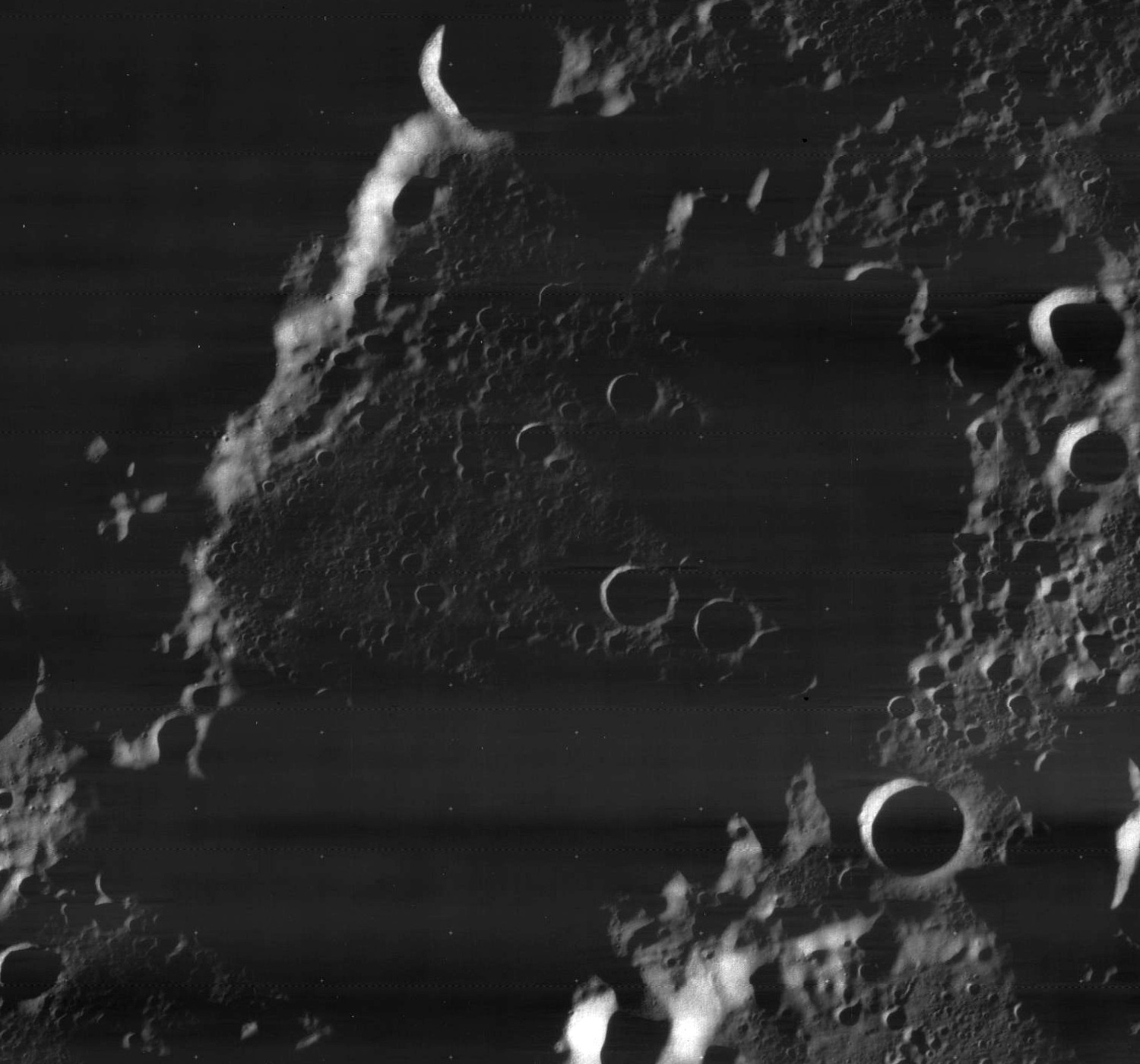
月球轨道器4号拍摄的图像

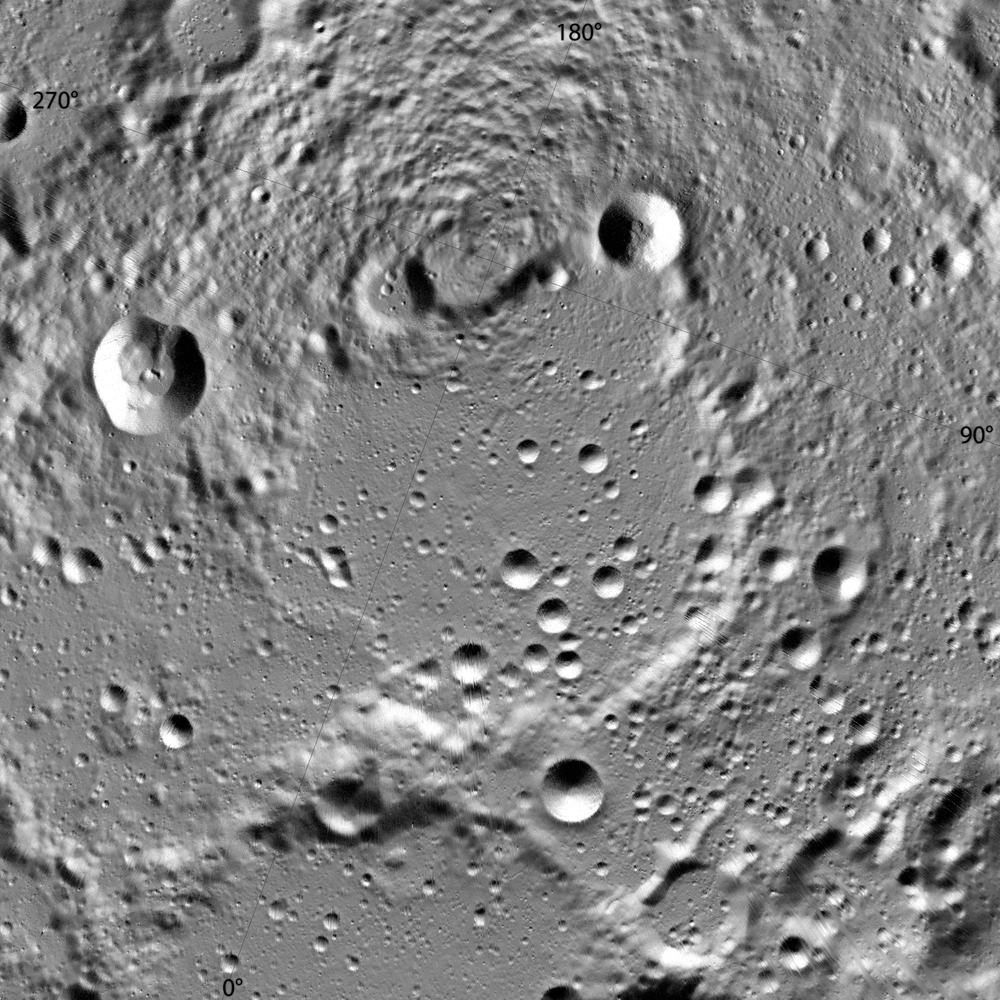
根据月球勘测轨道飞行器的光学雷达数据绘制的地形图，皮里环形山是位于中间的大陨坑；北极点位于它的北侧壁上（上方）。

该陨坑西南与略小的弗洛里环形山合并在一起，南面与更大的-已磨损和被熔岩淹没的伯德环形山相接壤，西北面是环月球北极四分之一周边的埃尔米特环形山，而极点的另一边，正对着皮里环形山的（相距90公里），是位于月球背面更为巨大的罗日杰斯特文斯基环形山。沿皮里环形山坑壁还坐落了一些小撞击坑：东北是惠普尔陨石坑、西北为欣谢尔伍德陨石坑以及南面的厄尔兰格陨石坑。该环形山中心月面坐标为88°38′N 24°24′E / 88.63°N 24.40°E，直径78.75公里，深度2.79公里。
皮里环形山外观接近圆状，东北侧向外突出，西南侧一处裂口连通了弗洛里环形山。皮里环形山的坑壁已磨损和侵蚀，形成了一圈嶙峋的环形山脉，在坑底投射下长长的阴影。该陨坑坑壁高出周边地形约1350米，内部容积约为5713.68立方千米。碗状的坑底相对平坦，表面散布了众多细小的撞击坑，尤其是南半部；南部坑底三分之一的地区永久笼罩地阴影中，因此，其地貌特征只能通过测距方式（如光学雷达）才能获知。
在1964年被国际天文学联合会更名前，该陨坑被指名为卫星坑焦亚 B（所谓的卫星坑标记法：以所靠近的主坑名+字母来命名）。
2004年，约翰·霍普金斯大学一队由本·伯西（Ben Bussey）博士主持的研究小组，使用克莱门汀号飞船拍摄的照片确定了皮里环形山坑壁上四处在月球全年（整个轨道周期）均处于阳光照射下的壁顶。由于月球的转轴倾角极小，这些永昼峰是有可能存在的，同时，也造就了很多带有永夜坑底的极地陨坑。而在山脉低矮的南极并没有类似的永昼区。克莱门汀号所获的这些照片拍摄于月球的夏季，目前尚不清楚这四处壁顶在冬季时是否会被遮挡。
皮里环形山的北侧坑壁被认为是未来月球基地的一处可行地点，因为稳定的光照能提供相对恒定的温度和不间断的太阳能。同时，它也靠近可能蕴含有丰富水冰资源的永夜区。

## 参引资料
1. 1 2 3 4  Lunar Impact Crater Database
2. ↑  .   [2016-11-21]. （原始内容存档于2020-11-27）.
3. ↑  McKee, Maggie. . New Scientist. April 13, 2005  [2007-09-11]. （原始内容存档于2015-05-10）.

## 另请参阅
- Andersson, L. E.; Whitaker, E. A. . NASA RP-1097. 1982.
- Blue, Jennifer. . USGS. July 25, 2007  [2014-12-08]. （原始内容存档于2014-12-03）.
- Bussey, B.; Spudis, P. . New York: Cambridge University Press. 2004. ISBN 978-0-521-81528-4.
- Cocks, Elijah E.; Cocks, Josiah C. . Tudor Publishers. 1995. ISBN 978-0-936389-27-1.
- McDowell, Jonathan. . Jonathan's Space Report. July 15, 2007  [2007-10-24]. （原始内容存档于2012-05-26）.
- Menzel, D. H.; Minnaert, M.; Levin, B.; Dollfus, A.; Bell, B. . Space Science Reviews. 1971, 12 (2): 136–186. Bibcode:1971SSRv...12..136M. doi:10.1007/BF00171763.
- Moore, Patrick. . Sterling Publishing Co. 2001. ISBN 978-0-304-35469-6.
- Price, Fred W. . Cambridge University Press. 1988. ISBN 978-0-521-33500-3.
- Rükl, Antonín. . Kalmbach Books. 1990. ISBN 978-0-913135-17-4.
- Webb, Rev. T. W.  6th revised. Dover. 1962. ISBN 978-0-486-20917-3.
- Whitaker, Ewen A. . Cambridge University Press. 2003. ISBN 978-0-521-54414-6.
- Wlasuk, Peter T. . Springer. 2000. ISBN 978-1-85233-193-1.